# يورانيوم
اليورانيوم هو عنصر كيميائي يرمز له بحرف U وعدده الذري رقم 92. وهو فلز لونه أبيض يميل إلى الفضي يقع ضمن سلسلة الأكتينيدات في الجدول الدوري. تبدو القطعة الصافية منه قريبة من معدن الفضة أو الفولاذ ولكنها ثقيلة جداً نسبة إلى حجمها. تحوي ذرة اليورانيوم 92 بروتون و92 إلكترون، منها 6 إلكترونات تقع في أغلفة التكافؤ. يعتبر اليورانيوم عنصرًا متحللاً ذو نشاط إشعاعي واهن؛ وذلك لأن كل نظائره غير مستقرة في الطبيعة (تتراوح فترة عمر النصف لنظائر اليورانيوم الطبيعية الستة بين 69 سنة و4.5 مليار سنة، بدءًا من يورانيوم-233 وحتى يورانيوم-238). أكثر نظائر اليورانيوم شيوعًا هو يورانيوم-238 (الذي يحوي 146 نيوترون ويمثل ما يقرب من 99.3٪ من اليورانيوم المتواجد في الطبيعة) ويورانيوم-235 (الذي يحوي 143 نيوترونًا، وهو يمثل 0.7٪ وهي النسبة المتبقية من العنصر الطبيعي). يحتل اليورانيوم المركز الثاني بعد البلوتونيوم  في العناصر ذات الكتلة الذرية الأعلى (أو الأثقل وزنًا) والتي تواجدت في الطبيعة بصورة ابتدائية. وتبلغ كثافة اليورانيوم نحو 19.1 جرام/سنتيمتر مكعب في درجة حرارة الغرفة، أي أن 1 متر مكعب من اليورانيوم يزن نحو 19.1 طنا، وهو بذلك أعلى كثافة من الرصاص بحوالي 70٪، ولكنه أقل بقليل من الذهب أو التنغستن. يتواجد اليورانيوم طبيعيًا تكون بتركيزات منخفضة في التراب والصخور والماء تصل لبضعة أجزاء لكل مليون، ويتم استخلاصه تجاريًا من المعادن الحاوية له مثل اليورانينيت.
اليورانيوم في الطبيعة يتواجد في صورة يورانيوم-238 (% 99.2739–99.2752)، ويورانيوم-235 (% 0.7198–0.7202)، وكمية صغيرة جدًا من اليورانيوم-234 [الإنجليزية] (% 0.0050–0.0059). يضمحل اليورانيوم ببطء عن طريق إصدار جسيمات ألفا، ويبلغ عمر النصف لليورانيوم-238 حوالي 4.47 مليار سنة، ويبلغ لليورانيوم-235 حوالي 704 مليون سنة،  مما يجعله مفيدًا في تأريخ عمر الأرض.
تقوم العديد من الاستخدامات المعاصرة لليورانيوم على استغلال خواصه النووية الفريدة. إذ يتميز يورانيوم-235 بأنه النظير الانشطاري الوحيد الذي يمكن العثور عليه في الطبيعة (يمكن حثه على الانشطار بواسطة نيوترونات حرارية منخفضة الطاقة؛ مما يجعله قادرًا على ضمان استمرار سلسلة التفاعل النووي). أما اليورانيوم-238 فهو قابل للانشطار بواسطة النيوترونات السريعة، وهو أيضًا مادة خصيبة، وهذا يعني أنه يمكن تحويله لبلوتونيوم-239 انشطاري في المفاعلات النووية. كما يمكن إنتاج نظير انشطاري آخر وهو اليورانيوم-233 من الثوريوم الطبيعي الذي هو أيضًا ذو أهمية في مجال التكنولوجيا النووية. بينما تكون احتمالية حدوث انشطار تلقائي أو حتى انشطار مستحدث بواسطة النيوترونات السريعة لليورانيوم-238 صغيرة فان اليورانيوم-235 وبدرجة أقل اليورانيوم-233 لهما «مقطع نووي» انشطاري أعلى من ذلك بكثير بواسطة النيوترونات البطيئة. لحصر الصورة بشكل واف، هذه النظائر (يورانيوم-235 ويورانيوم-233) تكفل بأن يتكون تفاعل نووي متسلسل مستدام. وهذا هو ما يولد الحرارة في مفاعلات الطاقة النووية، وأيضًا ينتج مواد انشطارية تستخدم في صناعة الأسلحة النووية. ويستخدم اليورانيوم المنضب (238U) في صناعة القذائف الثاقبة بالطاقة الحركية وفي تدريع المركبات (تغطيتها بصفائح مدرعة).
يستخدم اليورانيوم كمادة مُلَوِّنة في زجاج اليورانيوم لإنتاج أشكال تتنوع من الأحمر-البرتقالي إلى الأصفر. كما كان يستخدم في التلوين والتظليل في التصوير الفوتوغرافي المبكر. يعود فضل اكتشاف اليورانيوم في معدن «خَلْطَةُ القار» أو البيتشبلند الأسود اللامع في عام 1789 إلى الكيميائي الألماني مارتن كلابروث، والذي قام بتسمية العنصر الجديد «أورانوس» على غرار أورانوس الكوكب. أول من قام بعزل الفلز عن الخليط الُمركب هو الكيميائي الفرنسي أوجين-ملكيور بليجوت ويرجع اكتشاف خصائصه المشعة في العام 1896 إلى الفيزيائي الفرنسي هنري بيكريل. قادت الأبحاث التي بدأها الفزيائي إنريكو فيرمي وغيره، مثل الفزيائي روبرت أوبنهايمر في العام 1934 إلى استخدام اليورانيوم كوقود في صناعة الطاقة النووية وفي صناعة قنبلة ليتل بوي أو الولد الصغير؛ أول سلاح نووي يستخدم في الحرب العالمية الثانية. وتلا ذلك سباق تسلح نووي بين الولايات المتحدة والاتحاد السوفياتي خلال حقبة الحرب الباردة نتج عنه عشرات الآلاف من الأسلحة النووية التي استُخدِم فيها معدن اليورانيوم والبلوتونيوم-239 المشتق من اليورانيوم. يعد تأمين تلك الأسلحة وموادها الانشطارية في أعقاب تفكك الاتحاد السوفيتي في عام 1991 مصدرًا لقلق متواصل حول صحة وسلامة عامة الناس. انظر الانتشار النووي.

## التاريخ

### استخدامه قبل اكتشافه

كوكب أورانوس، الذي سمي اليورانيوم باسمه

يعود استخدام اليورانيوم في شكل أكسيده الطبيعي إلى عام 1979 م على الأقل، عندما تم استخدامه لإضافة لون أصفر إلى الخزف. عُثر على زجاج أصفر مع 1٪ من أكسيد اليورانيوم في فيلا رومانية في كيب بوسيليبو في خليج نابولي في إيطاليا بواسطة ر. ت. غونتر من جامعة أكسفورد في عام 1912. وبدءًا من أواخر العصور الوسطى، استخرج اليورانيت من مناجم هابسبورغ الفضة في جواكيمهستال ببوهيميا والتي تُعرف الآن بياخيموف في جمهورية التشيك، وكان يستخدم كعامل تلوين في صناعة الزجاج المحلي. في أوائل القرن التاسع عشر، كانت هذه هي المصادر الوحيدة المعروفة عالميًا لخام اليورانيوم.

### اكتشافه

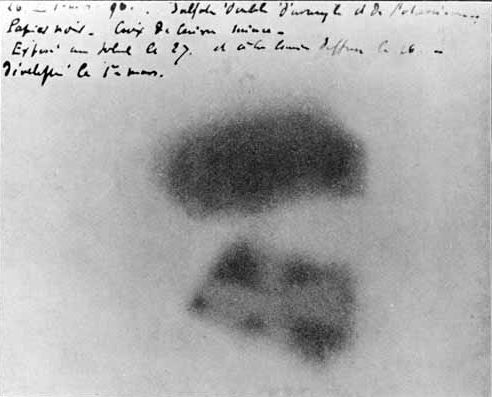
اكتشف هنري بيكريل ظاهرة اضمحلال النشاط الإشعاعي من خلال تعريض لوح فوتوغرافي لليورانيوم في عام 1896.

اكتشف أنطوان هنري بيكريل ظاهرة اضمحلال النشاط الإشعاعي من خلال تعريض لوح فوتوغرافي لليورانيوم في عام 1896.
يرجع الفضل في اكتشاف هذا العنصر إلى الكيميائي الألماني مارتن هاينريش كلابروث بينما كان يعمل في مختبره التجريبي في برلين في عام 1789. كان كلابروث قادرًا على تخليق مركب أصفر من المحتمل أن يكون ثنائي يورانات الصوديوم عن طريق إذابة اليورانينيت في حمض النيتريك وتحييد المحلول مع هيدروكسيد الصوديوم. افترض كلابروث أن المادة الصفراء كانت عبارة عن أكسيد لعنصر لم يتم اكتشافه بعد، وقام بتسخينه بفحم للحصول على مسحوق أسود، والذي كان يعتقد أنه المعدن المكتشف حديثًا بحد ذاته. كان المسحوق في الواقع عبارة عن أكسيد لليورانيوم. سُمى العنصر المكتشف حديثًا على اسم كوكب أورانوس الذي سُمي على اسم إله السماء اليوناني أورانوس، والذي تم اكتشافه قبل ثماني سنوات على يد ويليام هيرشل.
في عام 1841، قام أوجين ملكيور بيليجوت أستاذ الكيمياء التحليلية في المعهد الوطني للفنون والآداب في باريس، بعزل أول عينة من معدن اليورانيوم عن طريق تسخين رابع كلوريد اليورانيوم مع البوتاسيوم.
اكتشف هنري بيكريل اضمحلال النشاط الإشعاعي باستخدام اليورانيوم في عام 1896. جعل بيكريل هذا الاكتشاف في باريس من خلال ترك عينة من ملح اليورانيوم وكبريتات يورانيل البوتاسيوم على قمة لوح فوتوغرافي غير ظاهر في الدرج، مشيرًا إلى أن اللوحة أصبحت «ملطخة». وقرر أن أحد أشكال الضوء أو الأشعة غير المرئية المنبعثة من اليورانيوم قد كشف عن الصفيحة.

### بحوث الانشطار

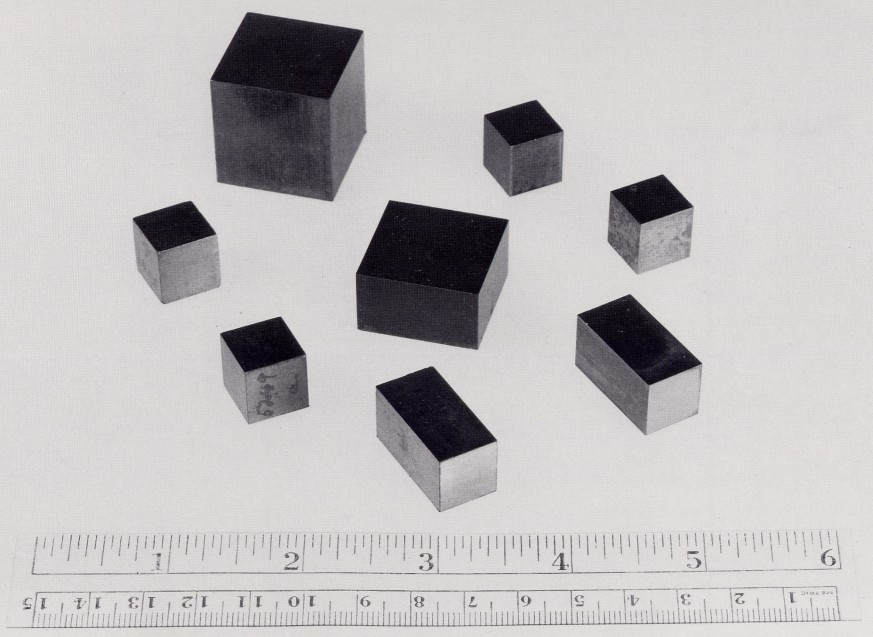
مكعبات و شبه مكعبيات اليورانيوم التي تم إنتاجها خلال مشروع مانهاتن

لاحظ فريق بقيادة إنريكو فيرمي في عام 1934 أن قذف اليورانيوم بالنيوترونات ينتج اضمحلال أشعة بيتا مما ينتج عنه انشطار الإلكترون أو البوزيترون من العناصر المنتجة. في البداية، سُمّي منتج الانشطار خطءًا بعناصر جديدة ذات أرقام ذرية 93 و94، حيث قام عميد كلية روما أورسو ماريو كوربينو بتسمية العنصرين بالأوديوم والهسبيريوم على التوالي. أدت التجارب التي أجراها أوتو هان وفريتز شتراسمان في مختبر هان في برلين إلى اكتشاف قدرة اليورانيوم على الانشطار إلى عناصر أخف وزنًا وإصدار طاقة كبيرة. نشرت ليز مايتنر وابن أختها الفيزيائي أوتو روبرت فريش التفسير المادي في فبراير 1939 وأطلقوا عليه اسم الانشطار النووي. وبعد فترة وجيزة، افترض فيرمي أن انشطار اليورانيوم قد يطلق ما يكفي من النيوترونات للحفاظ على التفاعل الانشطاري. وجاء تأكيد هذه الفرضية في عام 1939، حيث وُجد في وقت لاحق أن ما يقرب من 2.5 نيوترون يتم تحريرها عن طريق انشطار كل ذرة من اليورانيوم -235. حثّ فيرمي ألفريد أو سي نير على فصل نظائر اليورانيوم من أجل تحديد العنصر القابل للانشطار. وفي 29 فبراير 1940، استخدم نير أداة صنعها في جامعة مينيسوتا لفصل أول عينة في العالم من اليورانيوم -235 في العالم في مختبر تيت. بعد إرسال المسرع دوراني بالبريد إلى جامعة كولومبيا، أكد جون دانينج أن العينة هي المادة الانشطارية المعزولة في 1 مارس. ووجد المزيد من العمل أن نظير اليورانيوم 238 الأكثر شيوعًا يمكن أن يتحول نوويًا إلى البلوتونيوم والذي يعتبر قابل للانشطار أيضًا بالنيترونات الحرارية مثل اليورانيوم -235. أدت هذه الاكتشافات في دول عديدة لبدء العمل على تطوير الأسلحة النووية والطاقة النووية.
في 2 كانون الأول/ديسمبر 1942، كجزء من مشروع مانهاتن، تمكن فريق آخر بقيادة إنريكو فيرمي من البدء في أول تفاعل نووي متسلسل شيكاغو بايل -1 كخطة مبدئية باستخدام اليوارنيوم المخصب. تم التخلي عن خطة مبدئية تستخدم اليورانيوم 235 المخصب حيث لم يكن متوفرًا بعد بكميات كافية. عمل الفريق في معمل ستاغ فيلد في جامعة شيكاغو، حيث أنشأ الظروف اللازمة لمثل هذا التفاعل بتكديس 400 طن من الجرافيت و58 طنًا قصيرًا (53 طنًا متريًا) من أكسيد اليورانيوم، وستة أطنان قصيرة (5.5 طن متري) من معدن اليورانيوم، تم تزويد غالبيتها من قبل مصنع ويستنجهاوس لامب في عملية إنتاج مؤقتة.

### الأسلحة النووية

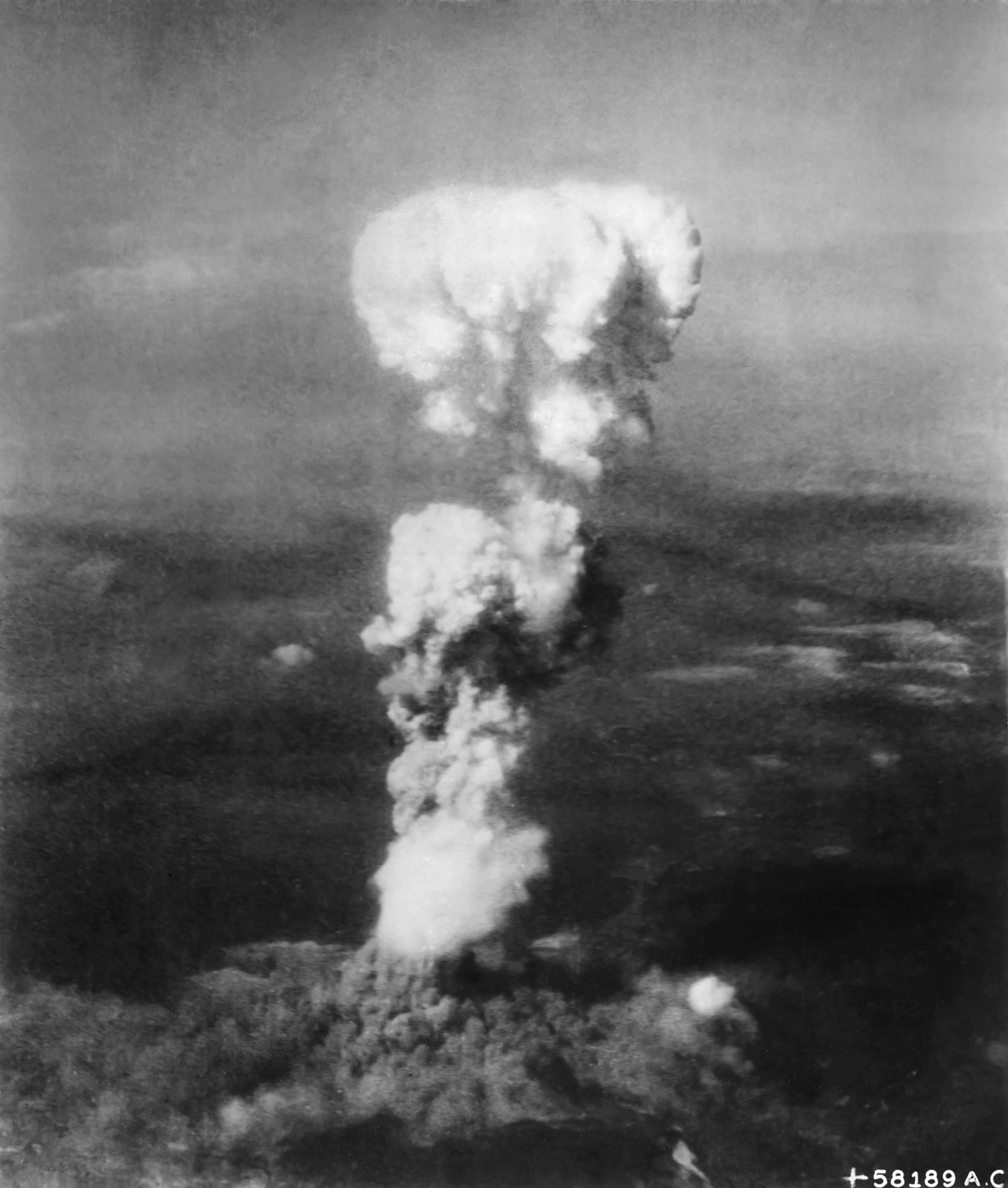
سحابة عيش الغراب فوق هيروشيما بعد إسقاط القنبلة الذرية المبنية على اليورانيوم الملقبة بـ'الولد الصغير'

تم تطوير نوعين رئيسيين من القنابل الذرية من قبل الولايات المتحدة خلال الحرب العالمية الثانية: جهاز قائم على اليورانيوم يحمل الاسم الرمزي قنبلة الولد الصغير والذي كانت مادته الانشطارية عبارة عن يورانيوم عالي التخصيب، وجهاز قائم على البلوتونيوم يجمل الاسم الرمزي قنبلة الرجل البدين حيث اشتُق البلوتونيوم من اليورانيوم 238. أصبحت قنبلة الولد الصغير القائمة على اليورانيوم أول سلاح نووي ُيستخدم في الحرب عندما تم تفجيره فوق مدينة هيروشيما ايابانية في 6 أغسطس عام 1945. انفجرت بقوة تعادل 12500 طن من مادة تي إن تي، دمر الانفجار والموجة الحرارية للقنبلة ما يقرب من 50000 مبنى وقتل ما يقرب من 75000 شخص (انظر القصف الذري لهيروشيما وناغازاكي). كان يُعتقد في البداية أن اليورانيوم نادر الوجود نسبيًا، وأنه يمكن تجنب انتشار الأسلحة النووية ببساطة عن طريق شراء جميع مخزونات اليورانيوم المعروفة، ولكن خلال عقد من الزمن تم اكتشاف رواسب كبيرة منه في العديد من الأماكن حول العالم.

### المفاعلات

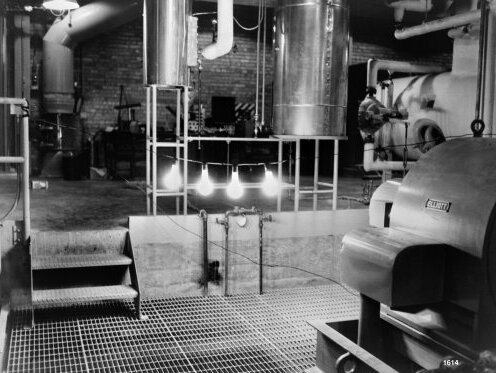
أربعة مصابيح مضاءة بالكهرباء المولدة من أول مفاعل نووي صناعي لإنتاج الكهرباء، المفاعل النووي التجريبي الأول (1951)

صُمم مفاعل جرافيت X-10 النووي في مختبر أوك ريدج الوطني في أوك ريدج بولاية تينيسي، وكان يُعرف في السابق باسم كلينتون بايل، وكان أول مفاعل تم تصميمه وصنعه للتشغيل المستمر. أصبح مختبر أرجون الوطني للمفاعل النووي التجريبي الأول الموجود في محطة اختبار المفاعلات الوطنية التابعة للجنة الذرية للطاقة بالقرب من أركو بولاية أيداهو أول مفاعل نووي لإنتاج الكهرباء في 20 ديسمبر 1951. في البداية، قام المفاعل بإضاءة أربعة مصابيح إضاءة بقدرة 150 واط، لكن مكنته التحسينات في نهاية المطاف من تشغيل المرفق بأكمله. أصبحت مدينة أركو في وقت لاحق أول مدينة في العالم تحصل على كل طاقتها الكهربائية من الطاقة النووية المتولدة بواسطة مفاعل بوراكس3 BORAX-III، وهو مفاعل آخر تم تصميمه وتشغيله بواسطة مختبر أرجون الوطني. بدأت محطة توليد الطاقة النووية الأولى في العالم في أوبنينسك في الاتحاد السوفييتي، بتوليد الطاقة النووية من مفاعلها AM-1 في 27 يونيو 1954. شملت محطات الطاقة النووية المبكرة الأخرى في مجمع سيلافيلد النووي في إنجلترا التي بدأت العمل في 17 أكتوبر 1956، ومحطة الطاقة النووية في ميناء شيبينغورت في بنسلفانيا، والتي بدأت العمل في 26 مايو 1958. استُخدمت الطاقة النووية لأول مرة للدفع بواسطة غواصة يو إس إس نوتيلوس في عام 1954.

### تاريخ ما قبل الانشطار الطبيعي
المقال الرئيسي: مفاعل أوكلو
في عام 1972، اكتشف الفيزيائي الفرنسي فرانسيس بيرين خمسة عشر مفاعلًا نوويًا طبيعيًا قديمًا لم يعودوا نشطين في منجم أوكلو في الغابون بغرب إفريقيا، والمعروفة بشكل جماعي باسم مفاعلات أوكلو. تبلغ قيمة الوديعة الخام 1.7 مليار سنة ويشكل اليورانيوم 235 حوالي 3 ٪ من إجمالي اليورانيوم على الأرض. تعتبر تلك الكمية كبيرة بما يكفي للسماح بحدوث تفاعل نووي متسلسل، بشرط وجود شروط داعمة أخرى. وقد أشارت الحكومة الفيدرالية الأمريكية إلى قدرة الرواسب المحيطة لاحتواء المخلفات الإشعاعية النووية كأدلة داعمة لجدوى تخزين الوقود النووي المستنفد في مستودع نفايات جبل يوكا النووي.

### التلوث وتراث الحرب الباردة

مخزونات الأسلحة النووية الأمريكية والاتحاد السوفييتي/الروسي، 1945–2005

أدت التجارب النووية التي قام بها الاتحاد السوفييتي والولايات المتحدة في الخمسينات وأوائل الستينيات وفرنسا في السبعينات والثمانينات إلى نشر كمية كبيرة من التهاطل النووي من نظائر اليورانيوم حول العالم. وقع المزيد من التلوث من عدة حوادث نووية وإشعاعية.
بزداد معدل الإصابة بالسرطان بين عمال مناجم اليورانيوم. فعلى سبيل المثال، تم توثيق زيادة خطر الإصابة بسرطان الرئة بين عمال المناجم في نافاجو، وربط ذلك بمهنتهم. فُرض قانون تعويض التعرض للإشعاع، وهو قانون أُنشأ في عام 1990 في الولايات المتحدة الأمريكية، 100000 دولار كتعويض مادي إلى عمال مناجم اليورانيوم المشخصين بالسرطان أو أمراض الجهاز التنفسي الأخرى.
خلال الحرب الباردة بين الاتحاد السوفييتي والولايات المتحدة، تم تكديس مخزونات ضخمة من اليورانيوم وعُثر على عشرات الآلاف من الأسلحة النووية باستخدام اليورانيوم المخصب والبلوتونيوم المصنوع من اليورانيوم. منذ تفكك الاتحاد السوفياتي في عام 1991، تم تخزين ما يقدر بـ 600 طن قصير (540 طن متري) من اليورانيوم عالي التخصيب المستخدم في صنع الأسلحة (وهو ما يكفي لصنع 40.000 رأس حربي نووي) في مرافق غالًبا ما كانت خاضعة لحراسة غير كافية في الاتحاد الروسي والعديد من الدول السوفيتية السابقة الأخرى. واعترضت الشرطة في آسيا وأوروبا وأمريكا الجنوبية في 16 مناسبة على الأقل في الفترة من 1993 إلى 2005 على شحنات اليورانيوم أو البلوتونيوم المستخرج من القنابل ومعظمها من مصادر سوفييتية سابقة. ومن عام 1993 إلى عام 2005، أنفق برنامج حماية المواد والمراقبة والمحاسبة الذي تديره الحكومة الفيدرالية للولايات المتحدة حوالي 550 مليون دولار أمريكي للمساعدة في حماية مخزون اليورانيوم والبلوتونيوم في روسيا. استُخدمت هذه الأموال للتحسينات الأمنية في مرافق البحث والتخزين. وذكرت مجلة ساينتفيك أمريكان في فبراير / شباط 2006 أنه في بعض المرافق، تألف الأمن من أسوار متصلة بالسلسلة والتي كانت في حالة سيئة للغاية. ووفقًا لإحدى المقالات، كان أحد المرافق يخزن عينات من اليورانيوم المخصب لصنع الأسلحة في خزانة مكنسة قبل مشروع التحسين. وكان آخر يتابع مخزونه من الرؤوس الحربية النووية باستخدام بطاقات فهرسة محفوظة في صندوق الأحذية.

## خاماته
- خام الكارنوتيت k2(UO3)(VO4)2.3H2O
- خام اليورانيت UO2
- خام البيتش بليند

## استخلاصه
- أولاً: يتم تكسير الخام إلى قطع صغيرة ثم يتم تجميعها عن طريقة الطفو باستخدام حمض الفوليك، ثم يتم تحميصها في الهواء حتي يتم تحوليها إلى الأكاسيد المقابلة، بعد ذلك يتم تصفيتها في مزيج من حمض الكبريتيك وبرمنجانات البوتاسيم حتى نتأكد من أكسدة اليورانيوم الموجود بالخام يتم ترسيب اليورانيوم بإضافة هيدروكسيد الصوديوم حتى يتحوّل إلى الصيغة غير الذائبة (Na2U2O7) ويطلق عليها اسم الكعكة الصفراء "yellow cake"، بعد ذلك يتم إضافة حمض النيتريك حتى يتحوّل إلى نترات اليورانيوم UO2(NO3)2 (H2O)nالذي يتم إمرار بخار الفلور عليه متحوّلاً إلى بخار من فلوريد اليورانيوم الرباعي (UF4) ثم يتم استخلاص اليورانيوم النقي بواسطة الاختزال عن طريق عنصر الكالسيوم ويتم استخلاص نظائر اليورانيوم أيضًا بطريقة مماثلة.
- ثانياً: يحصل عليه بعد التنقية الميكانيكية لخاماته بمعالجة الخام ore بحمض الكبريت أو بحمض الآزوت (حمض النتريك) أو بمحلول كربونات الصوديوم، ثم يفصَل إما بترسيبه: وذلك بجعل المحلول قلوياً (أي زيادة pH المحلول)، فيترسب ثنائي يورانات الأمونيوم (NH4)2UO4؛ وإما بشكل ماءات اليورانيل UO2(OH)2. وبعد تكليس الراسب يحصل على مزيج من أكاسيد اليورانيوم التي تحوَّل إلى مركبات مناسبة مثل UF4، أو U3O8، أو UO2 ليحصل منها على المعدن الحر. ولتنقية المركّب الناتج من الشوائب يحل مرّة أخرى في حمض الآزوت، ويفصل اليورانيوم باستخلاصه بمحل عضوي مناسب، ومن ثم يبلوَر بشكل نترات اليورانيل UO2(NO3)2 التي تحوَّل إلى الأكسيد UO2 بالتسخين، وأخيراً يحوَّل هذا الأكسيد إلى UF4 بمعالجته بفلوريد الهدروجين الجاف الساخن.

## أهم النظائر
و له خمسة نظائر هي يورانيوم-235 ويورانيوم-234 ويورانيوم-233 ويورانيوم-236 ويورانيوم-238، وتوجد هذه النظائر متلازمة في الطبيعة، أغلبها يورانيوم-238 بنسبة 97%.
- (نظير ذري 235) وهو قابل للانشطار (fissile)، حيث يعطي هذا النظير بالانشطار كميات هائلة من الطاقة، وهو لا ينشطر تلقائيا، ولكن عند تعرضه لتيار من النيوترونات يتحول إلى بلوتونيوم 239، الذي له خاصية الانشطار التلقائي، ويتواجد في خام اليورانيوم بنسبه صغيره 0.7 بالمائة ويستخدم في المفاعلات النووية وتصنع منه القنابل الذرية ويعمل كبادئ للقنبلة الهيدروجينية.
- (نظير ذري 236) ويتواجد في الطبيعة بصفة نادرة وهو موجود في الوقود النووي المستهلك وفي اليورانيوم المعاد تصنيعه من الوقود النووي المستهلك.
- (نظير ذري 238) ويتواجد في الخام بنسبة كبيره 99.3 وهو غير قابل للانشطار (non fissile) وهو مايتم تخصيبه للاستخدام في المفاعلات النووية ويستخدم في الدراسات والتشخيص ويستعمل أيضاً في تحسين الزراعة والعلاج الكيماوي ويستخدم في تتبع وصول الدواء لأماكنه داخل الجسم الحي. ويستخدم في المفاعلات المولدة للوقود النووي breeder reactor.
- (نظير ذري 233) قابل أيضا للانشطار بالنوترونات ويمكن استخدامه في المفاعلات الذرية التي تعمل بغاز الهيليوم المولدة للحرارة العالية Thermal nuclear reactor.
- (نظير ذري 234) ويتواجد كشوائب داخل الخام.

## فترة نصف العمر
عنصر اليورانيوم ذو نشاط إشعاعي، إذ أن ذراته تتفتت ببطء مطلقة طاقة في شكل إشعاع حيث تبلغ فترة نصف العمر له حوالي 4.9 × 710 سنة بالنسبة إلى (نظير ذري 235)، وحوالي 4.50 × 910 سنة بالنسبة إلى (نظير ذري 238).
في حالة استخدام اليورانيوم في الأغراض السلمية يجب أن لا تتعدى نسبة اليورانيوم المخصب عن 4%. وعامل التحفيز النيوتروني يجب أن يكون أقل من الواحد
أما في حالة استخدامه في الحالات التفجيرية يجب أن يصل نسبة اليورانيوم المخصب إلى 80% وعامل التحفيز النيتروني يجب أن يكون أكبر من الواحد، حيث إن عامل التحفيز النيتروني هو عدد النيترونات المستخدمة في إنشاء سلسلة التفاعلات "chain reaction" في المفاعل النووي.

## تطبيقاته

عملية الأنشطار النووي لليورانيوم

- يستخدم اليورانيوم في التطبيقات العسكرية في ما يسمى بالقاذفات الخارقة حيث يتم استعمال اليورانيوم المستنزف الذي يستطيع تدمير الأهداف المدرعة عند السرعات العالية. لهذه الشظايا اثر سلبي على البيئة كما حدث في أحداث حرب الخليج (متلازمة حرب الخليج).
- يستعمل اليورانيوم المستنزف كدرع واقي لبعض الحاويات المحتوية على مواد اشعاعية.
- يستخدم في جهاز حفظ التوازن في الطائرات بفضل وزنه الثقيل.
- يعد اليورانيوم وقودًا ممتازًا في المنشأت التي تعمل بالطاقة النووية.
- كما أن خواص اليورانيوم المشعة ونصف عمر العينة يجعله مناسبا لتقدير عمر الصخور النارية.
- تشغيل المحطات الضخمة لتوليد الكهرباء، وفي تحلية ماء البحر.[39]

## اليورانيوم في العالم العربي

### الإمارات
توجد خامات معدن اليورانيوم فى الإمارات العربية المتحدة بمدينة العين في منطقة (عين الفايضة) التي تبعد 15 كيلومترا جنوب مدينة العين، وكذلك في (جبل حفيت).

### السعودية
في المملكة العربية السعودية اكتشف اليورانيوم في صخور الجرانيت عند (جبل صايد) و (الصواوين) و (الحوية) و (جبل عابد) ومنطقة (قامة) و (القريات و (غريبة)

### الجزائر
عرف وجود اليورانيوم في شمال الجزائر عند (أويليس) و (جبل فلفلة) و (جبل عنق) و (البيمة) و (تيمجاوين)

### مصر
في مصر قد اكتشف اليورانيوم بمنطقة (العطشان) بوسط الصحراء الشرقية، وكذلك في جنوبها عند (الناقة) و (نقرب الفوقاني) و (الجزيرة)، وكذلك في الطبقات الرملية بشمال محافظة الفيوم وجبل القطراني، كما توجد نسب من اليورانيوم في صخور الفوسفات بمنطقة (القصير) و (سفاجة).

## التعرض البشري
يمكن أن يتعرض الشخص لليورانيوم أو نواتج اضمحلاله المشعة مثل الرادون عن طريق استنشاق الغبار في الهواء أو عن طريق تناول الماء والغذاء الملوثين. عادةً ما تكون كمية اليورانيوم في الهواء صغيرة جدًا. ومع ذلك، يكون الأشخاص الذين يعملون في المصانع التي تصنع الأسمدة الفوسفاتية، أو يعيشون بالقرب من المرافق الحكومية التي صنعت الأسلحة النووية، أو يعيشون أو يعملون بالقرب من ساحة معركة حديثة حيث تم استخدام أسلحة اليورانيوم المخصب أو يعيشون أو يعملون بالقرب من فحم حجري، أو المرافق التي تقوم بتعدين أو معالجة خام اليورانيوم، أو تخصيب اليورانيوم من أجل وقود المفاعلات، أكثر عُرضةً للتعرض المتزايد لليورانيوم. قد يكون للبيوت أو المنشآت التي تقبع فوق رواسب اليورانيوم (سواء ترسبات طبيعية أو من صنع الإنسان) أكثر عُرضةً للتعرض لغاز الرادون. حددت إدارة السلامة والصحة المهنية OSHA حد التعرض المسموح به للتعرض اليورانيوم في مكان العمل بمقدار 0.25 مغ / متر مكعب خلال 8 ساعات عمل. وضع المعهد الوطني للسلامة والصحة المهنية NIOSH حد التعرض الموصى به بمقدار 0.2 مجم / متر مكعب خلال يوم عمل لمدة 8 ساعات وحد قصير الأجل من 0.6 ملغم / متر مكعب. وعند مستويات 10 ملغم / متر مكعب، يشكل اليورانيوم خطرًا على الحياة والصحة.
يفرز معظم اليورانيوم المبتلع أثناء عملية الهضم. ويُمتص 0.5٪ فقط عند ابتلاع أشكال غير قابلة للذوبان من اليورانيوم مثل أكسيده، في حين يمكن أن يصل امتصاص أيون اليورانيل القابل للذوبان إلى 5٪. ومع ذلك، تميل مركبات اليورانيوم القابلة للذوبان إلى المرور بسرعة عبر الجسم، في حين تشكل مركبات اليورانيوم غير القابلة للذوبان وخاصةً عند استنشاقها عن طريق الغبار في الرئتين خطرًا أكثر بكثير. بعد دخول مجرى الدم، يميل اليورانيوم الممتص إلى التراكم الحيوي ويظل لسنوات عديدة في النسيج العظمي بسبب تقارب اليورانيوم في الفوسفات. لا يتم امتصاص اليورانيوم من خلال الجلد، ولا تستطيع جسيمات ألفا التي يطلقها اليورانيوم اختراق الجلد.
ينتج اليورانيوم المدمج أيونات اليورانيل، والتي تتراكم في العظام والكبد والكلى والأنسجة التناسلية. يمكن تطهير اليورانيوم من السطوح الفولاذية وطبقات المياه الجوفية.

### الآثار والاحتياطات
يمكن أن يتأثر الأداء الطبيعي للكلى والدماغ والكبد والقلب والأنظمة الأخرى بالتعرض لليورانيوم؛ لأن اليورانيوم يُعتبر معدنًا سامًا إلى جانب كونه ضعيف الإشعاع. كما يُعدُّ اليورانيوم مادة سامة تؤثر على الصحة الإنجابية أيضًا. عادةً ما تكون التأثيرات الإشعاعية محدودة لأن إشعاع ألفا الذي يمثل الشكل الأساسي لاضمحلال 238 له مدى قصير جدًا ولا يخترق الجلد. وقد ثبت أن إشعاع ألفا من اليورانيوم المستنشق يسبب سرطان الرئة في العمال العاملين في استخراج اليورانيوم. ثبت أيونات اليورانيوم مثل من ثالث أكسيد اليورانيوم أو نترات اليورانيل ومركبات اليورانيوم السداسي التكافؤ الأخرى تسبب عيوب خلقية وتلف الجهاز المناعي في حيوانات المختبر. بينما نشر مركز دراسة واحدة مفادها أنه لم يُنظر إلى أي سرطان بشري نتيجة للتعرض لليورانيوم الطبيعي أو المستنفذ، كما أن التعرض لليورانيوم ومنتجاته المتحللة، وخاصةُ غاز الرادون، معروفة على نطاق واسع وتهدد الصحة. لا يرتبط التعرض للسترونتيوم -90 واليود-131 ومنتجات الانشطار الأخرى بالتعرض لليورانيوم، ولكن قد ينتج عن الإجراءات الطبية أو التعرض لوقود المفاعل المستهلك أو التداعيات الناجمة عن الأسلحة النووية. على الرغم من أن التعرض للاستنشاق العرضي لتركيزات عالية من سادس فلوريد اليورانيوم أدى إلى الوفيات البشرية، إلا أن هذه الوفيات كانت مرتبطة بتوليد حمض الهيدروفلوريك عالي السمية وفلوريد اليورانيل بدلاً من اليورانيوم نفسه. يُصنّف معدن اليورانيوم المنشطر تحت المواد القابلة للاشتعال الحريق، لأن اليورانيوم قابل للاشتعال. سوف تشتعل الحبيبات الصغيرة تلقائيًا في الهواء عند درجة حرارة الغرفة.
عادةً ما يتم التعامل مع معدن اليورانيوم باستخدام القفازات كإجراء احترازي كافٍ. يتم التعامل مع تركيز اليورانيوم واحتواءه لضمان عدم استنشاق الناس أو استيعابه.
| جهاز الجسم                              | الأبحاث البشرية | أبحاث حيوانات المختبر                                                                                                   | أبحاث المختبر                                                                                |
| --------------------------------------- | --- | --- | -------------------------------------------------------------------------------------------- |
| الكلى                                   | مستويات مرتفعة من إفراز البروتين وإدرار البول | أضرار لحقت بالأنبيبات الملتوية القريبة، ووجود خلايا ميتة المصبوغة من الظهارة الأنبوبية، وحدوث قصور كلوي                 | لا توجد دراسات كافية                                                                         |
| الدماغ والجهاز العصبي                   | انخفاض الأداء في الاختبارات العصبية المعرفية | تسمم الأسيتيل كولين الحاد والذي اعتمد على الجرعة في القشرة الدماغية، والدماغ الأوسط، مع بعض التغيرات الكهربية في الحصين | لا توجد دراسات كافية                                                                         |
| الحمض النووي                            | تقارير بزيادة نسبة حدوث السرطان | زيادة الطفرات في الفئران وقابلية حدوثالأورام                                                                            | ظهور خلايا مزدوجة النواة بأنوية قصيرة، وتثبيط حركية دورة الخلية، وزيادة النمط الظاهري للورم. |
| العظام والعضلات                         | لا توجد دراسات كافية | تثبيط تكوين العظم اللثوي. والتئام الجروح السنخية                                                                        | لا توجد دراسات كافية                                                                         |
| الجهاز التناسلي                         | زيادة نسبة الأطفال الإناث لدى عمال مناجم اليورانيوم | ضمور أنبوبي بؤري يتراوح من المعتدل إلى الشديد ووجود حويصلات فراغية في الخلايا البينية.                                  | لا توجد دراسات كافية                                                                         |
| الجهاز التنفسي                          | لم يتم الابلاغ عن تأثيرات جانبية | احتقان الأنف الشديد ونزيف، والتليف الرئوي، والوذمة الرئوية، سرطان الرئة                                                 | لا توجد دراسات كافية                                                                         |
| الجهاز الهضمي                           | إسهال وتقيؤ وزيادة إفراز الألبومين في البول | لا توجد دراسات كافية | لا توجد دراسات كافية                                                                         |
| الكبد                                   | لم يتم الابلاغ عن تأثيرات جانبية | تليف الكبدي والتنخر البؤري                                                                                              | لا توجد دراسات كافية                                                                         |
| الجلد                                   | لم يتم الابلاغ عن تأثيرات جانبية | تورم خلايا البشرة مع تضرر بصيلات الشعر والغدد الدهنية                                                                   | لا توجد دراسات كافية                                                                         |
| الأنسجة المحيطة بالأجزاء المخترقة للجسم | زيادة إفراز اليورانيوم في البول | ارتفاع تركيزات اليورانيوم في البول، واضطرابات في الاختبارات البيوكيميائية والنفسية العصبية                              | لا توجد دراسات كافية                                                                         |
| الجهاز المناعي                          | الالتهابات المزمنة، والطفح الجلدي، والتهابات الأذن، والتهابات العين، وتساقط الشعر، وفقدان الوزن، والسعال. قد يكون ذلك بسبب التعرض الكيميائي المشترك بدلاً من اليورانيوم المخصب وحده. | لا توجد دراسات كافية | لا توجد دراسات كافية                                                                         |
| العينين                                 | لا توجد دراسات كافية | التهاب الملتحمة، والتهاب تهيجي، وذمة العين، وتقرح حويصلات الملتحمة.                                                     | لا توجد دراسات كافية                                                                         |
| الدم                                    | لا توجد دراسات كافية | انخفاض عدد كرات الدم الحمراء وتركيز الهيموجلوبين                                                                        | لا توجد دراسات كافية                                                                         |
| الجهاز الدوري                           | التهاب عضلة القلب الناتج عن ابتلاع اليورانيوم، والذي ينتهى بعد ستة أشهر من الابتلاع                                                                                                 | لا توجد تأثيرات | لا توجد أبحاث                                                                                |

## وصلات خارجية
- مواقع المفاعلات النووية حول العالم. (إنجليزي)
- اليورانيوم من الموسوعة العربية العالمية.
- U.S. EPA: Radiation Information for Uranium
- "What is Uranium?" from الجمعية النووية العالمية
- Nuclear fuel data and analysis from the إدارة معلومات الطاقة الأمريكية
- Current market price of uranium
- World Uranium deposit maps
- Annotated bibliography for uranium from the Alsos Digital Library
- NLM Hazardous Substances Databank—Uranium, Radioactive
- CDC - NIOSH Pocket Guide to Chemical Hazards
- Mining Uranium at Namibia's Langer Heinrich Mine
- World Nuclear News
- ATSDR Case Studies in Environmental Medicine: Uranium Toxicity U.S. وزارة الصحة والخدمات البشرية
- Uranium at The Periodic Table of Videos (University of Nottingham)